# Anyphaenoides pacifica
Anyphaenoides pacifica là một loài nhện trong họ Anyphaenidae.
Loài này thuộc chi Anyphaenoides. Anyphaenoides pacifica được Richard C. Banks miêu tả năm 1902.